# Monica Valen
Grethe Monica Eikild Valen, wcześniej także Valvik (ur. 15 września 1970 w Porsgrunn) – norweska kolarka szosowa, złota medalistka mistrzostw świata.

## Kariera
Największy sukces w karierze Monica Valen osiągnęła w 1994 roku, kiedy zdobyła złoty medal w wyścigu ze startu wspólnego podczas mistrzostw świata w Agrigento. W zawodach tych wyprzedziła bezpośrednio Belgijkę Patsy Maegerman oraz Jeanne Golay z USA. W tej samej konkurencji zajęła piąte miejsce na rozgrywanych dwa lata wcześniej igrzyskach olimpijskich w Barcelonie, a na igrzyskach w Sydney w 2000 roku zajęła 29. miejsce. Trzykrotnie zdobywała medale mistrzostw krajów nordyckich, w tym złote w wyścigu ze startu wspólnego i drużynowej jeździe na czas w 1994 roku. Wielokrotnie zdobywała medale szosowych mistrzostw kraju, w tym dziesięć złotych.
Jej siostra, Anita również była kolarką. Mężem Moniki był norweski dyskobol Svein-Inge Valvik.